# Women's Baltic Cup
Women's Baltic Cup er en fodboldturnering for kvinder, hvor kvindelandsholdene fra de baltiske lande, Estland, Letland og Litauen, konkurrerer mod hinanden hvert andet år. De kan også invitere andre lande med. I 2016 blev Færøernes kvindefodboldlandshold inviteret med, og de vandt konkurrencen det år. Mændene har en tilsvarende turnering, som er ældre og har været holdt siden 1928, dog med en pause i tiden, da de Baltiske lande var en del af Sovjetunionen.

## Liste over vindere
- 1996[1]  Litauen
- 1997  Letland
- 1998  Litauen
- 2003  Estland
- 2004  Estland
- 2005  Estland
- 2006  Estland
- 2007  Litauen
- 2008  Estland

| År   | Mestre   | Andenplads | Tredjeplads | Fjerdeplads |
| ---- | -------- | ---------- | ----------- | ----------- |
| 2012 | Estland  | Litauen    | Letland     |             |
| 2014 | Estland  | Litauen    | Letland     |             |
| 2016 | Færøerne | Letland    | Litauen     | Estland     |